# نوبه (منطقه)

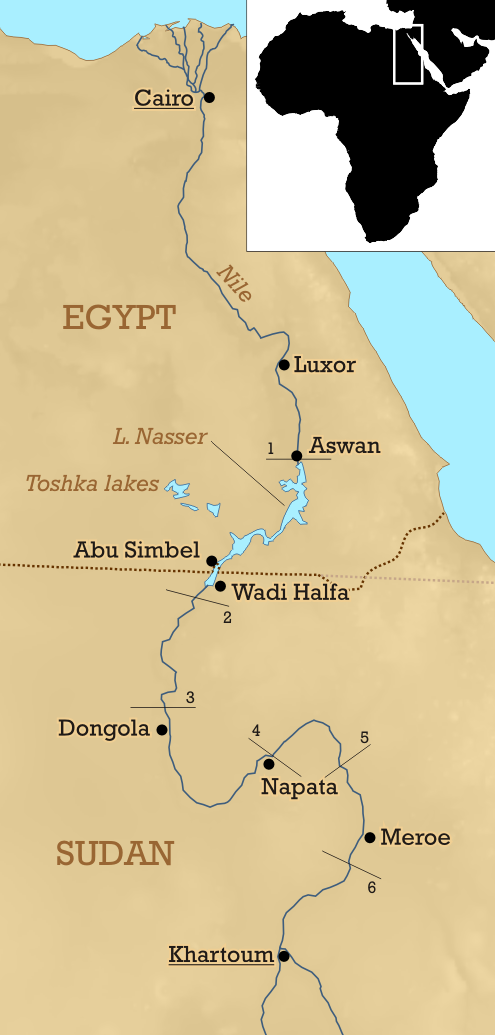
نقشهٔ سرزمین نوبه

نوبه نام منطقه‌ای است در آفریقا در امتداد رود نیل است که از جنوب، به شمال سودان و از سمت شمال به جنوب مصر محدود می‌شود. هم‌اکنون نیمی از سرزمین نوبه جزو کشور مصر و نیم دیگر جزو سودان است.
منطقه نوبه از جنوب اسوان تا دنقله در سودان ادامه دارد. قسمتی را که در مصر، میان اسوان و وادی حلفا واقع است نوبهٔ سفلی و قسمت دیگر را که در سودان واقع است نوبهٔ علیا می‌نامند. مرکز نوبه در قدیم دنقله بود.

## پیشینه

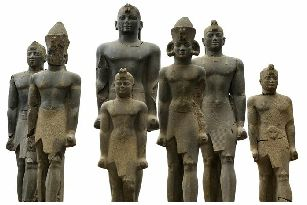
فراعنه نوبیایی دودمان بیست و پنجم مصر

نقشه مصر باستان با علامت بیابان نوبیه

نوبیا، سرزمینی در امتداد رود نیل، در جنوب اسوان (اعداد نشان دهنده آبشارها هستند)

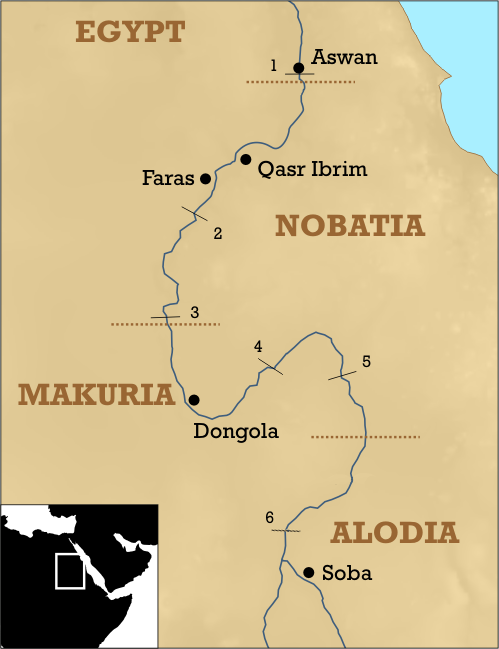
امپراتوری مسیحی نوبه

مشهور است که در دوران قدیم در نوبه زرافه بسیار بود.
فراعنهٔ مصر به خاطر تأمین راه بازرگانی به سودان در این منطقه شهرها و دژها و پرستشگاه‌های بسیار بنا کردند. در نیمهٔ سده چهارم میلادی مسیحیان بر آن ناحیه چیرگی یافتند. از آغاز ظهور اسلام دین اسلام در نوبه رواج یافت و سرانجام با فتح دنقله به دست مسلمانان دولت مسیحیان در این منطقه منقرض گشت.